# Jeremías Pérez Tica
Jeremías Leonel Pérez Tica (Funes, 16 aprile 2003) è un calciatore argentino, attaccante del Delfín Sporting Club in prestito dal Newell's Old Boys.

## Caratteristiche tecniche
Gioca come centravanti.

## Carriera
Pérez Tica è cresciuto nel settore giovanile del Newell's Old Boys, con cui ha firmato il primo contratto professionistico il 5 settembre 2022. Ha debuttato in prima squadra il 20 marzo 2023 nell'incontro di Primera División vinto 1-0 contro il San Lorenzo.

## Statistiche

### Presenze e reti nei club
Statistiche aggiornate al 2 aprile 2024.
| Stagione        | Squadra           | Campionato      | Campionato | Campionato | Coppe nazionali | Coppe nazionali | Coppe nazionali | Coppe continentali | Coppe continentali | Coppe continentali | Altre coppe | Altre coppe | Altre coppe | Totale | Totale | Totale |
| Stagione        | Squadra           | Comp            | Pres       | Reti       | Comp            | Pres            | Reti            | Comp               | Pres               | Reti               | Comp        | Pres        | Reti        | Pres   | Reti   |        |
| --------------- | ----------------- | --------------- | ---------- | ---------- | --------------- | --------------- | --------------- | ------------------ | ------------------ | ------------------ | ----------- | ----------- | ----------- | ------ | ------ | ------ |
| 2023            | Newell's Old Boys | PD              | 16         | 0          | CA+CdL          | 0+2             | 0               | CS                 | 5                  | 0                  |             | -           | -           | 23     | 0      |        |
| 2024            | Newell's Old Boys | PD              | 0          | 0          | CA+CdL          | 0+3             | 0               |                    | -                  | -                  |             | -           | -           | 3      | 0      |        |
| Totale carriera | Totale carriera   | Totale carriera | 16         | 0          |                 | 5               | 0               |                    | 5                  | 0                  |             | -           | -           | 26     | 0      |        |